# Nationale Risico Analyse
De Nationale Risico Analyse (NRA), Engels National Risk Assessment, is een onderzoek dat in Suriname is uitgevoerd om dreigingen van corruptie, belastingontduiking, smokkel en drugshandel in kaart te brengen. In 2021 werd voor het eerst een NRA gepubliceerd over de periode 2019-2020. Minister Stanley Raghoebarsing van Financiën kondigde in september 2023 een tweede NRA aan. Aan de onderzoeken zijn maatregelen verboden die Suriname moet nemen om een plaats op de zwarte lijst van de Caribbean Financial Action Task Force (CFATF) te voorkomen.

## Voorgeschiedenis
De Anti Money Laundering Steering Council (AMLSC) werd al in 2011 tijdens de regering-Bouterse I ingesteld. In de praktijk was deze niet effectief. De regeringen liepen in de jaren 2010 voortdurend achter de feiten aan door net op het laatst verplichte wetgeving aan De Nationale Assemblée (DNA) voor te leggen. Al in 2012 dreigde Suriname op de zwarte lijst te belanden van de Caribbean Financial Action Task Force (CFATF) omdat er onvoldoende wetgeving aangenomen was die witwassen en terrorismefinanciering tegen moeten gaan. De controle van de Caraïbische landen om deze wetgeving op orde te hebben, ligt bij de werkarm Country Risk Guide (ICRG) van de CFATF. In 2014 werd opnieuw met stoom en kokend water wetgeving door DNA geloodst om te voorkomen dat Suriname op de zwarte lijst zou belanden, met het aannemen van de Wet internationale sancties. In februari 2016 deelden zowel de CFATF als de mondiale Financial Action Task Force (FATF) een publieke waarschuwing uit aan Suriname. Oppositieleider Chan Santokhi waarschuwde het parlement dat als een plaatsing op de zwarte lijst niet voorkomen zou worden, de gevolgen niet te overzien zouden zijn. Ook toen weer kwam de regering op het laatste moment met nieuwe wetgeving.
Nadat de CFATF de NRA verplicht stelde, kwam de regering-Bouterse II in maart 2019 met een aanvraag voor een lening bij de Inter-Amerikaanse Ontwikkelingsbank (IDB) om de Nationale Risico Analyse uit te kunnen voeren. De IDB zegde deze toe onder de voorwaarde dat er een hoge politieke betrokkenheid moest zijn om het traject succesvol af te ronden. Suriname ging met deze voorwaarde akkoord en de IDB verleende ook technische ondersteuning.
De vertegenwoordiger van Suriname bij de CFATF, oud-procureur-generaal Roy Baidjnath Panday, de gouvernor van de Centrale Bank van Suriname (CBvS), en vertegenwoordigers van het ministerie van Financiën en het ministerie van Justitie en Politie bezochten in 2017 de voltallige vergadering van de CFATF in Guyana. Tijdens dit bezoek werden concrete afspraken gemaakt om in 2018 een NRA uit te voeren in Suriname. Medio 2019 was dit echter nog steeds niet gebeurd. Suriname lanceerde toen het Project Management Team (PMT) dat de NRA mogelijk moest maken. Het PMT werd gecoördineerd door Jennifer van Dijk-Silos.

### Corruptie in de stuurgroep
Medio 2020 bestond de stuurgroep van de NRA uit drie leden: minister Stuart Getrouw van Justitie en Politie, minister Gillmore Hoefdraad van Financiën en governor Robert-Gray van Trikt van de CBvS. De laatste twee waren inmiddels verwikkeld bij het corruptieschandaal bij de CBvS, waarbij 100 miljoen USD is verdwenen. Hoefdraad is in oktober 2020 met belastend bewijsmateriaal in zijn bagage gevlucht en werd bij verstek tot 12 jaar gevangenisstraf veroordeeld. Tegen Van Trikt is 8 jaar geëist; hij zat vanaf 13 augustus 2020 in voorarrest en kan sinds 7 november 2022 onder voorwaarden zijn rechtszaak in vrijheid voortzetten. Zijn zaak loopt nog (stand januari 2024).

### In beslagname deviezen
Sinds 2013 was het vertrek van correspondentbanken zodanig problematisch geworden, dat deviezen (buitenlands geld) niet meer naar het buitenland verscheept konden worden. De CBvS nam die rol toen over. Rond april/mei 2018 werd een partij van 19 miljoen USD door de Nederlandse douane in beslag genomen, omdat de herkomst niet kon worden vastgesteld. Deze deviezen zouden gewoonlijk afkomstig moeten zijn van de deviezenbanken in Suriname die buitenlandse valuta omruilen voor Surinaamse dollars.
Suriname richtte zich daarna op andere routes voor zijn deviezen. Door de malversaties die in het NRA-rapport werden beschreven, werd dat nog moeilijker. Een voorbeeld hiervan is de stopzetting van valutaverkeer door China in januari 2022, omdat Chinese banken Suriname zien als hoogrisicoland. Hierdoor werd het moeilijker voor Suriname om Chinese producten zoals machines te kopen.

## Uitkomsten
In maart 2021 werden de uitkomsten gerapporteerd. Hierin werd Suriname gekwalificeerd als een medium tot high risk land dat te weinig deed in het tegengaan van witwassen, corruptie, terrorismefinanciering en de verspreiding van wapens (proliferatie). De publieke versie van de NRA kwam in november 2021 beschikbaar. In het rapport werd bevestigd dat er in Suriname hoge risico's zijn voor witwassen en terrorismefinanciering en dat de instituten die dat moeten bestrijden van lage kwaliteit zijn. De hoogste dreiging vormt de rol van Suriname als doorvoerland van drugs, omdat hiermee andere criminele activiteiten gefinancierd kunnen worden zoals illegale winning en handel van goud en hout, oneerlijke concurrentie, corruptie, omkoping, afpersing, fraude, moord en bedreiging. Verder werden malversaties benoemd als belastingontduiking en smokkel. De dreigingen werden niet alleen gezien als een onderdeel binnen de samenleving, maar ook als diepgeworteld gevaar binnen de overheid, waardoor het voor criminelen mogelijk is om handhaving en sancties te omzeilen.
Suriname kreeg een jaar de tijd om aan veertig richtlijnen van de CFATF te voldoen. Door de coronacrisis in Suriname werd de evaluatie vertraagd. Na de oplevering van het rapport in maart, volgde de publieke versie in november 2021. De CFATF ontving het rapport inclusief een bijlage met wat Suriname inmiddels ondernomen had om deze situatie te verbeteren. Om te voldoen aan de strengere regelgeving, werd in november 2020 voor het eerst en in januari 2022 voor de tweede keer een Nationaal Compliance Congres georganiseerd (compliance = het naleven van wetten en regelgeving).

## Vervolg
Minister Stanley Raghoebarsing van Financiën maakte in september 2023 een half miljoen USD vrij voor een tweede Nationale Risico Analyse, om te onderzoeken of Suriname inmiddels aan alle richtlijnen van de CFATF voldoet en of er nieuwe risico's bij zijn gekomen. Als voorbeeld van een ongewenst gevolg noemde hij dat reizigers veel contant geld mee moeten nemen naar landen die niet aan de richtlijnen voldoen, terwijl anders een creditcard had volstaan. Zo'n situatie zou Suriname moeten voorkomen.